# Ferdinand Benedikt von Schaezler

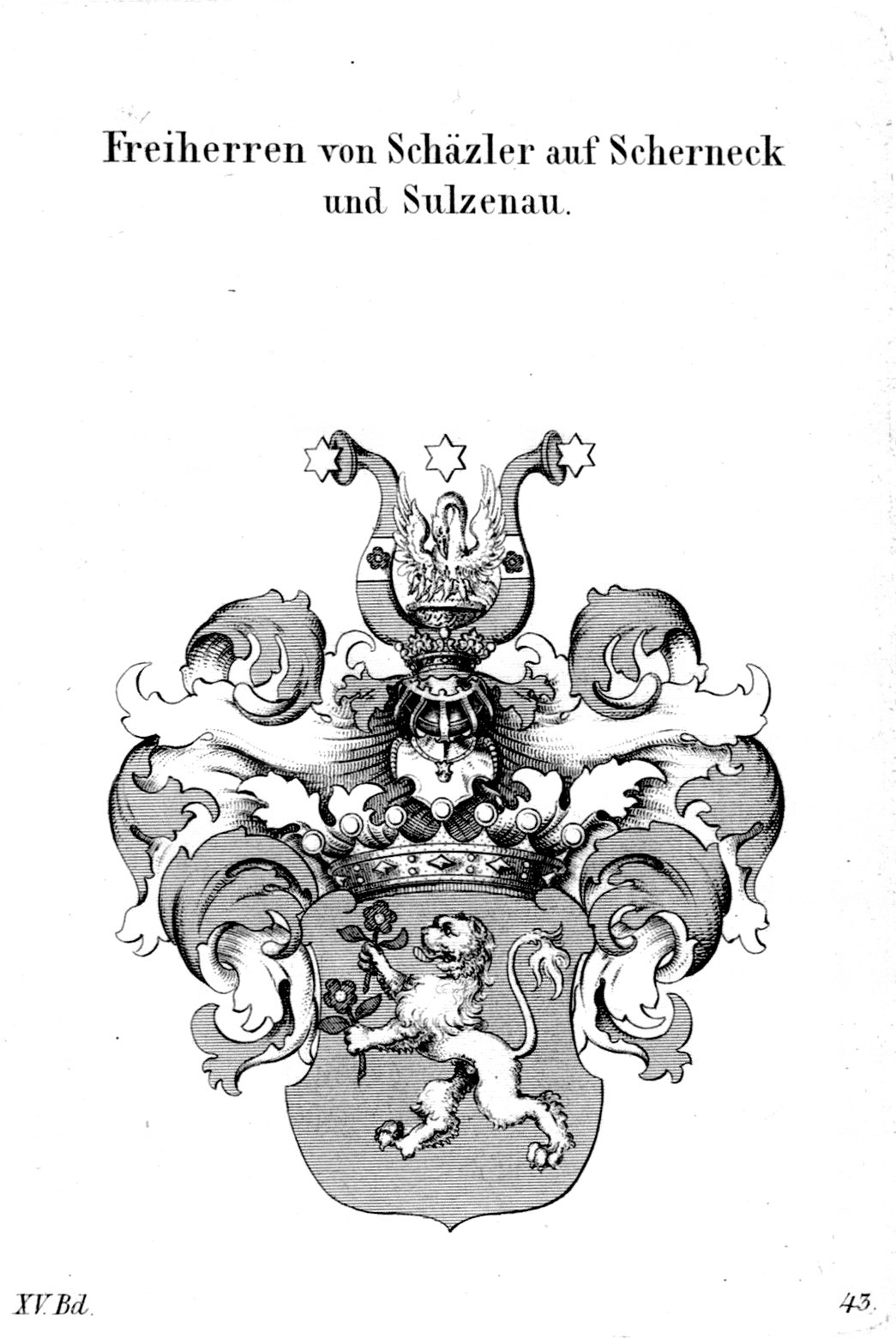
Familienwappen

Ferdinand Benedikt Freiherr von Schaezler (* 8. Juni 1795 in Augsburg; † 1. August 1856 in München) war ein deutscher Bankier und Unternehmer aus der Augsburger Bankiersfamilie von Schaezler.

## Leben und Wirken
Seine Eltern waren der Bankier Johann Lorenz Freiherr von Schaezler (1762–1826) und dessen Ehefrau Maria Anna Barbara Freifrau von Schaezler, geb. Freiin Liebert von Liebenhofen (1768–1838). 
Er absolvierte eine kaufmännische Lehre in Genf, Marseille und Triest. Danach arbeitete er im väterlichen Bank- und Wechselhaus, wo er 1825 Teilhaber wurde. Bereits ein Jahr später übernahm er mit seinem um fünf Jahre jüngeren Bruder Ludwig Karl Freiherr von Schaezler die Geschäftsleitung. Nachdem Augsburg als Finanzmetropole immer mehr die führende Rolle verlor, übersiedelten die Schaezler mit einer Filiale an den aufstrebenden Bankplatz München. In der Residenzstadt Bayerns hatte sich das Bankhaus Schaezler an der Gründung einer Stearinkerzen- sowie Seifenfabrik beteiligt, deren Alleininhaber der Freiherr 1849 wurde.
Da die Erfolge der Bankfiliale in München verhältnismäßig bescheiden ausfielen, kehrte Schaezler wieder nach Augsburg zurück. In seiner Heimatstadt war er an der Gründung eines Eisenbahnvereins, der den Bau der Strecke München-Augsburg befürwortete, maßgebend beteiligt. Ferner beförderte er die Industrialisierung des Augsburger Textilgewerbes. Diesbezüglich hatte er wesentlichen Anteil an der Umwandlung der 1836 gegründeten Augsburger Kammgarnspinnerei in eine Aktiengesellschaft. Bis 1852 war der Freiherr Aufsichtsratsvorsitzender einer der damals größten deutschen Kammgarnspinnereien. 1852 zog sich Schaezler, der seit 1848 wieder in München lebte, aus dem Geschäftsleben zurück.
Der Freiherr engagierte sich auch im Bereich der Politik. So wurde er zum Beispiel 1836 zum Vorstand des Kollegiums der Gemeindebevollmächtigten der Stadt Augsburg gewählt und gehörte von 1837 bis 1848 als Mitglied der Kammer der Abgeordneten der Bayerischen Ständeversammlung an. Von 1834 bis 1854 war er Vorsitzender der Handelskammer für Schwaben und Neuburg. Des Weiteren unterstützte er soziale Einrichtungen. In seiner Heimatstadt dotierte Schaezler mit einer beachtlichen Geldsumme eine Waisen- und Diakonissenstiftung. Laut Augsburger Tagblatt starb er an einer Harnblasen(ver)eiterung.

## Familie
Ferdinand Benedikt Schaezler heiratete 1819 die 17-jährige Emilie von Froelich. Aus der Ehe gingen zwei Söhne hervor:
- Emil Freiherr von Schaezler (1831–1899)
- Johann Lorenz Constantin Freiherr von Schaezler (* 7. Mai 1827 in Augsburg; † 19. September 1880 in Interlaken), Jurist (Dr. iur.) und Theologe, 1851 bis 1857 Jesuit, ab 1861/62 Dominikaner

## Auszeichnungen
- 1829: Bayerischer Kammerjunker
- 1835: Bayerischer Kammerherr
- Ritterkreuz des Königlich Bayerischen Verdienstordens vom Heiligen Michael